# Ginga (Band)
Gin Ga ist eine Alternative-/Popband aus Wien, Österreich und Manchester, England, bestehend aus Alex Konrad (Gesang, Gitarre), Emanuel Donner (Violine, Gesang, andere Instrumente), Klemens Wihlidal (Gitarre, Synthesizer, andere Instrumente), Matias Meno (Schlagzeug, Percussion) und James Stelfox (Bass).

## Geschichte
2008 erschien das Debütalbum They Should Have Told Us. Zwei Singles (Fashion, Cinnamon) wurden ausgekoppelt und liefen auf FM4.
2010 erschien eine Neuauflage von They Should Have Told Us, die in Belgien aufgenommen und in London von Dan Rejmer gemischt wurde. This Is Happening und Final Call wurden als Singles ausgekoppelt und auf FM4 gespielt. Seit 2010 ist James Stelfox, der Bassist von Starsailor, ein Teil von Ginga. Am 29. Juni 2012 wurde die EP The Nights zum kommenden Album veröffentlicht.

GinGa, Live @ Utopia Island 2015
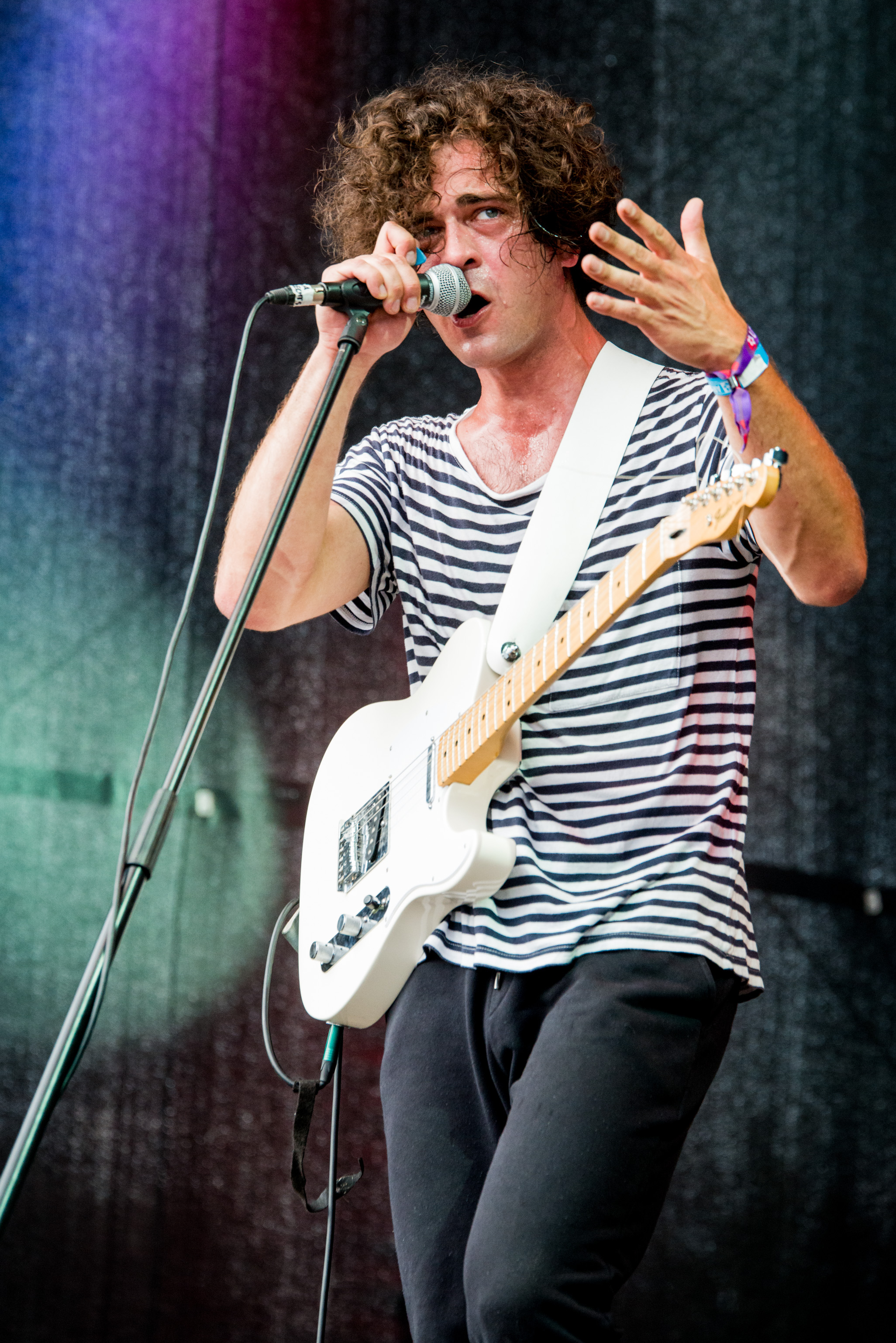
Alex Konrad
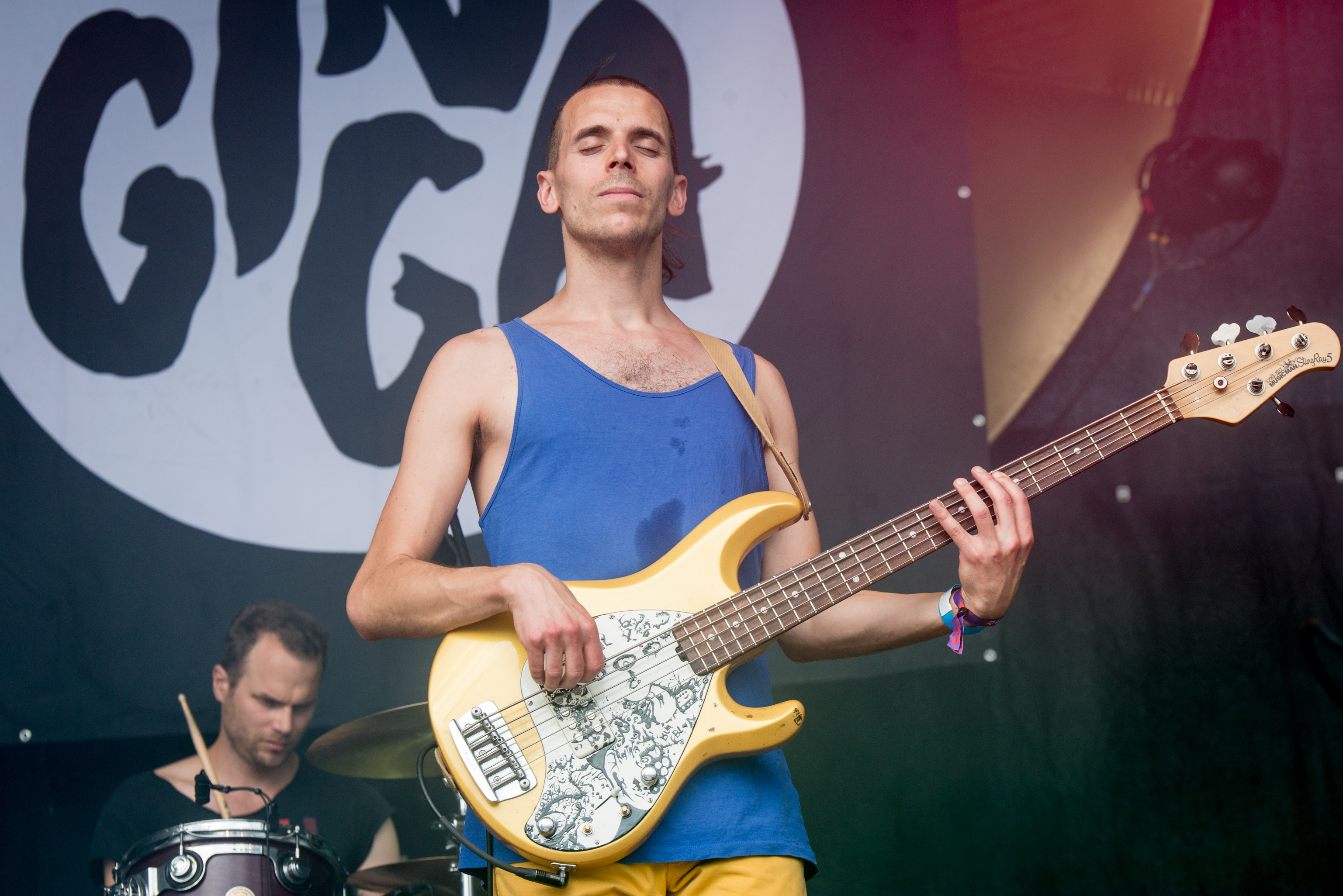
James Stelfox
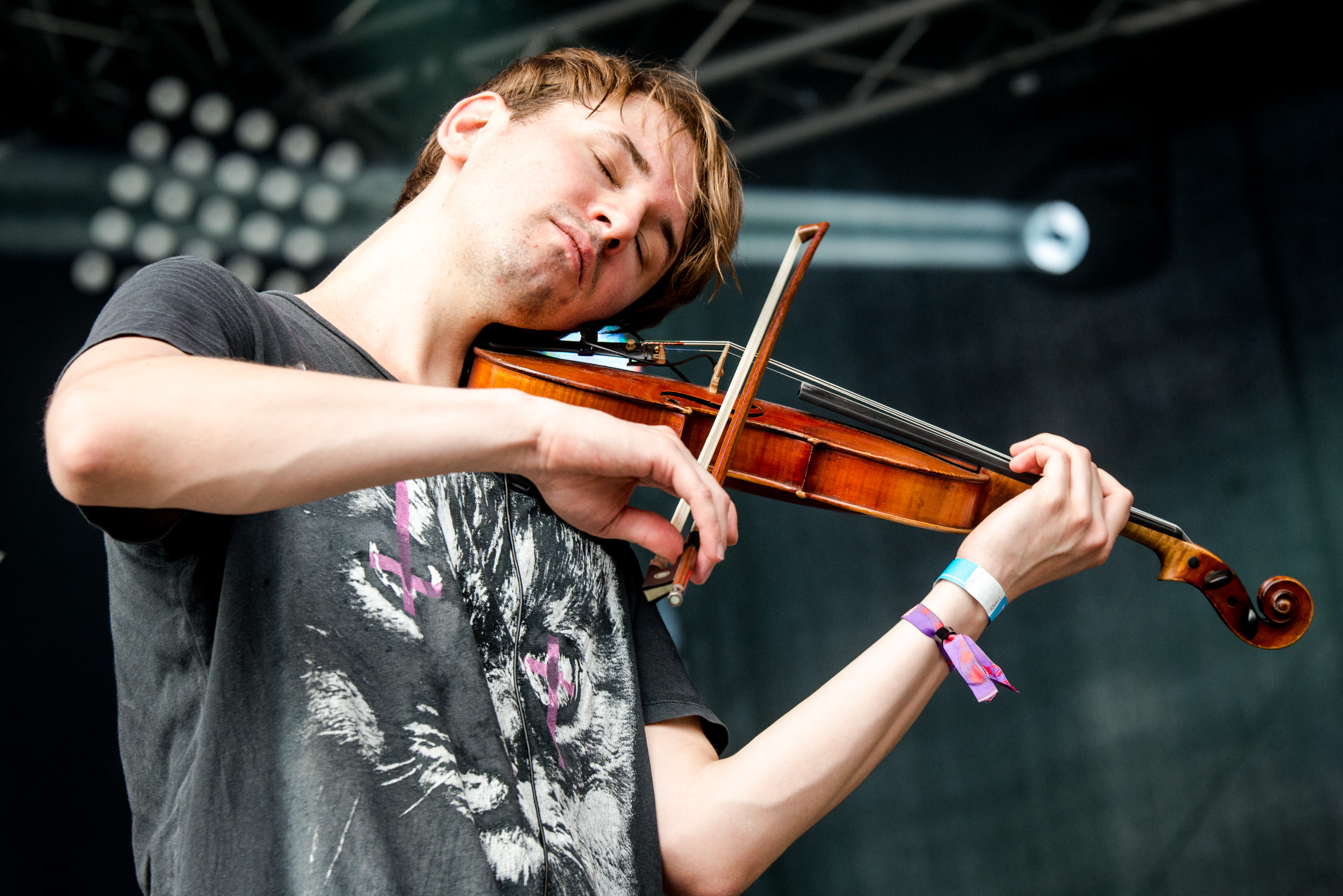
Emanuel Donner
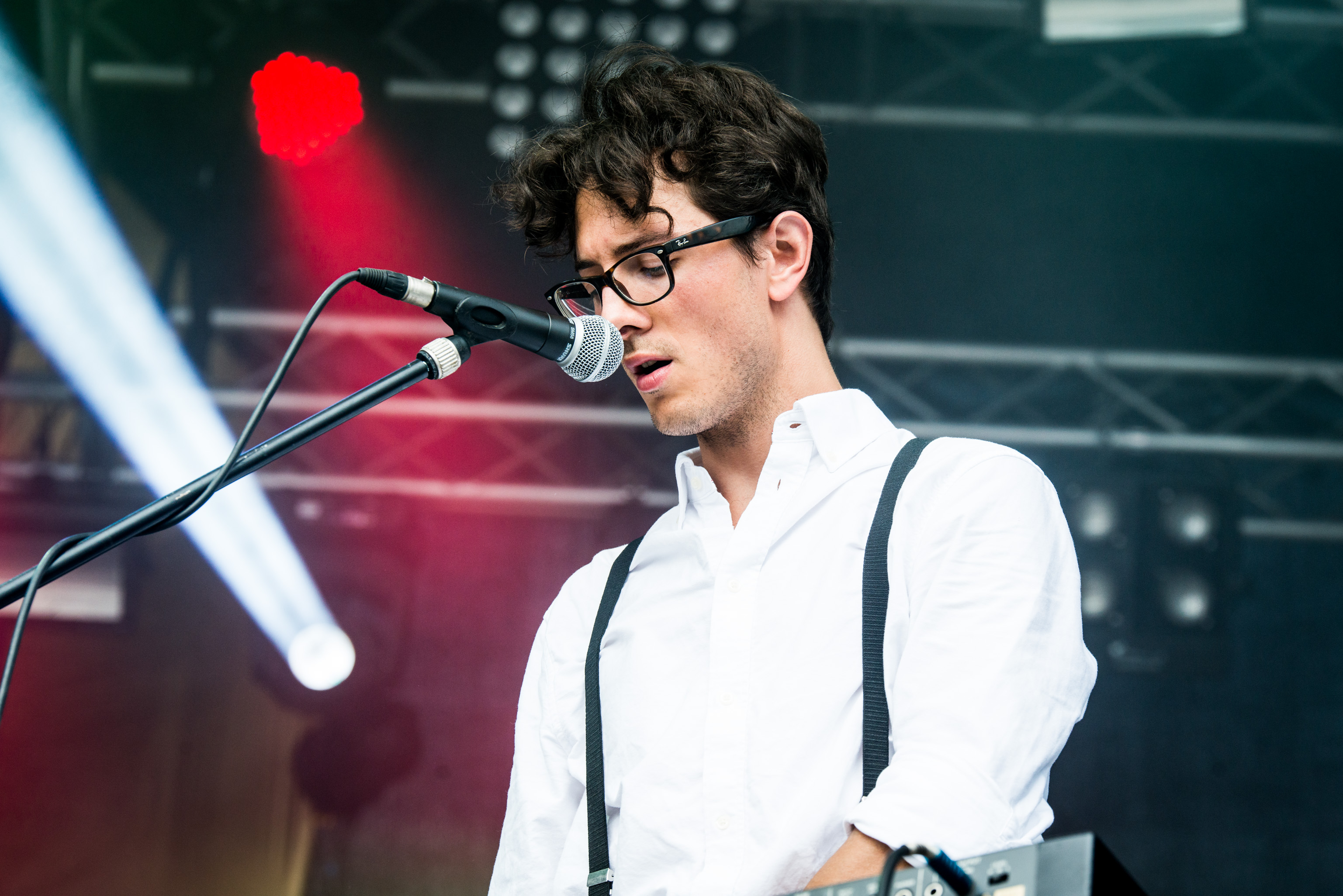
Klemens Wihlidal

## Diskografie

### Alben
- 2008: They Should Have Told Us (Monkey.)
- 2013: Yes / No (Monkey.)

### EPs
- 2005: Evropa (Eigenveröffentlichung)
- 2006: EP 2006
- 2012: The Nights (Monkey.)
- 2016: 1ON1

### Singles
- 2010: This Is Happening
- 2010: Final Call
- 2011: The Nights
- 2014: AA